# Обични смеђи лемур
Обични смеђи лемур (лат. Eulemur fulvus) је врста полумајмуна из породице лемура (Lemuridae). 

## Распрострањење и станиште
Обични смеђи лемур је присутан на Мадагаскару и Коморима, где настањује шумске екосистеме.

## Угроженост
Ова врста је на нижем степену опасности од изумирања, и сматра се скоро угроженим таксоном.